# Gennadi Valiukevich
Gennadi Valiukevich (en bielorruso: Генадзь Валюкевіч; Unión Soviética, 1 de junio de 1958-Minsk, 30 de diciembre de 2019) fue un atleta soviético especializado en la prueba de triple salto, en la que consiguió ser subcampeón europeo en pista cubierta en 1983.

## Carrera deportiva
En el Campeonato Europeo de Atletismo en Pista Cubierta de 1983 ganó la medalla de plata en el triple salto, con un salto de 16.94 metros, tras el también soviético Nikolay Musiyenko (oro con 17.12 metros) y por delante del húngaro Béla Bakosi (bronce con 16.90 metros).